# 瓦尼諾區
瓦尼諾區（俄语：Ванинский район），是俄羅斯的一個區，位於該國東部，由哈巴羅夫斯克邊疆區負責管轄，面積25,747平方公里，2010年人口37,310，人口密度每平方公里1.45人。